# Jean Eugène Robert-Houdin

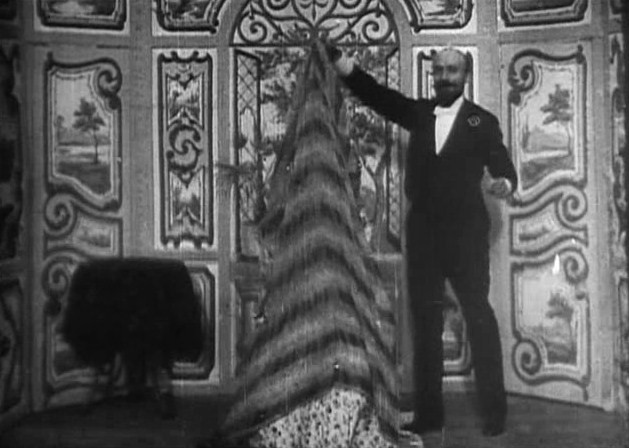
George Méliès no théatre Jean Eugène Robert-Houdin.

Jean Eugène Robert-Houdin (6 de dezembro de 1805 – 13 de junho de1871) foi um mágico ilusionista francês. Robert-Houdin frequentemente é referido como o “pai do ilusionismo moderno” uma vez que terá sido dos primeiros ilusionistas a trazer a magia para os palcos elegantes dos teatros.